# Angertor

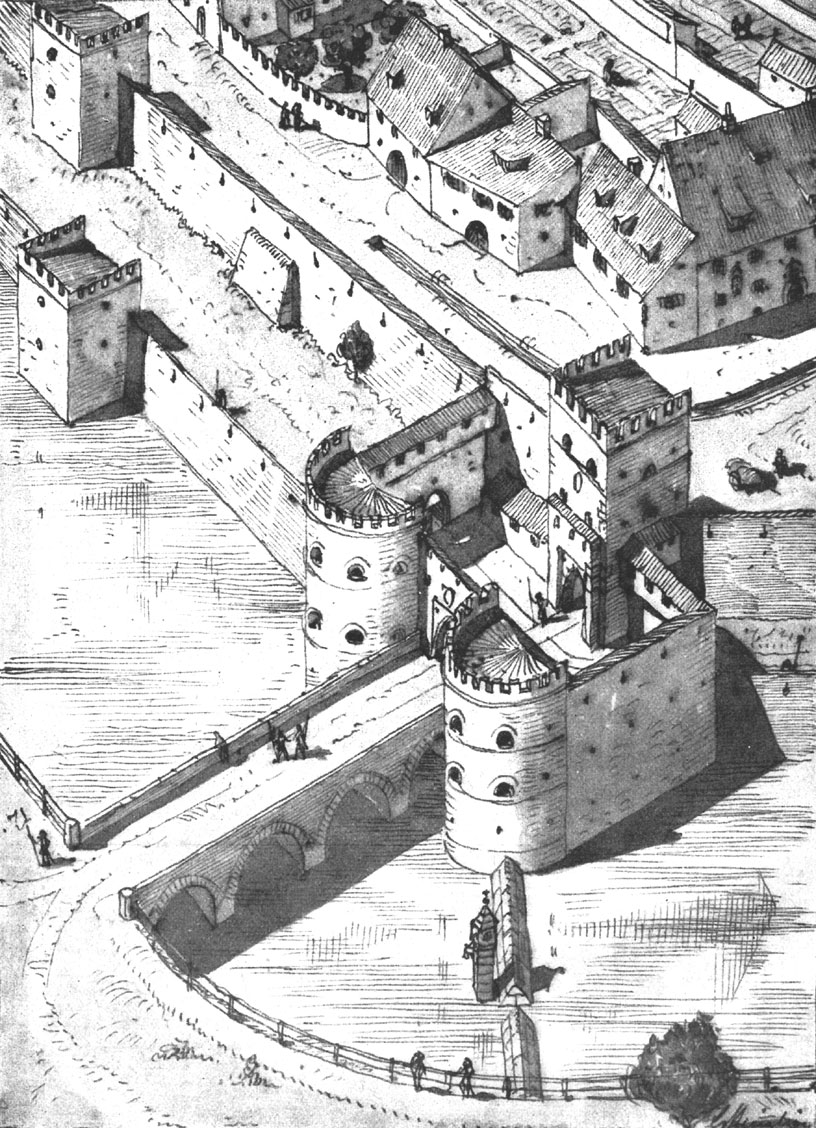
Das Angertor nach dem Sandtnerschen Stadtmodell

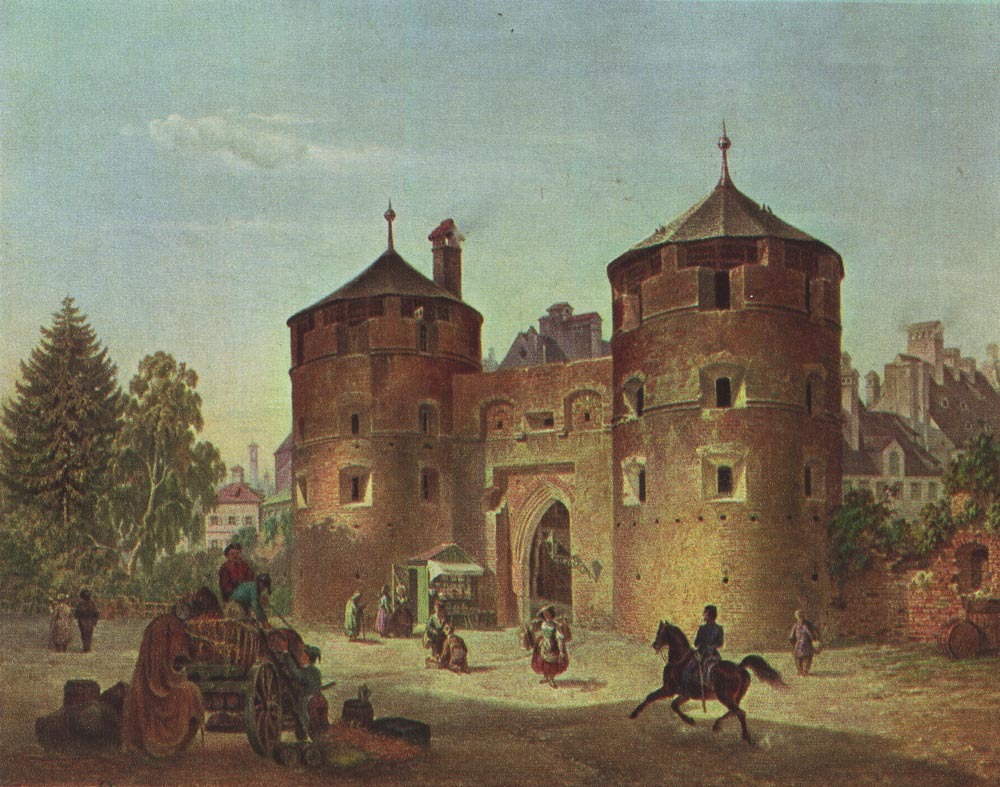
Das Angertor 1856

Das  Angertor war ein Stadttor der zweiten Stadtmauer des mittelalterlichen München.

## Lage
Das Angertor lag im Süden der Münchner Altstadt an der Stelle, an der die Stadtmauer einen Knick nach Norden machte, etwa an der Kreuzung der heutigen Straßen Unterer Anger und An der Hauptfeuerwache. Heute steht an dieser Stelle das Städtische Hochhaus, auch das Alte Technische Rathaus genannt.

## Geschichte
Das Angertor wurde 1319 erstmals in einer Kammerrechnung erwähnt. Es führte in den unteren Anger und hatte keine besondere Verkehrsbedeutung, da unweit davon das Sendlinger Tor an der Hauptverkehrsstraße lag. Dennoch war es genau so stark befestigt wie die vier Haupttore. Vor dem eigentlichen Torturm stand eine Barbakane mit zwei runden Flankentürmen.
Wegen seiner geringen Verkehrsbedeutung war das Angertor oft auch tagsüber geschlossen. 1807 wurde der Torturm und 1869 das Vortor abgerissen.